# آتکاراجالار
آتکاراجالار (به ترکی استانبولی: Atkaracalar) یک منطقهٔ مسکونی در ترکیه است که در استان چانقری واقع شده‌است.